# Septální jádro
Septální jádra (mediální olfaktorní area) jsou sadou různých struktur, které leží pod rozvětvením corpus callosum, anteriorně k lamina terminis (vrstva šedé hmoty v mozku spojující optické chiasma a anteriorní komisuru, kde se spojuje s rostrální laminou). Septální jádra jsou složena ze středně velkých neuronů, které se dělí na skupiny mediální, laterální a posteriorní. Septální jádra přijímají oboustranná spojení z čichového bulbu, hippocampu, amygdaly, hypothalamu, středního mozku, habenuly, gyrus cingulate a thalamu.
Oblast septa (mediální olfaktorní area) nemá žádný vztah ke vnímání vůní, ale u zvířat je považována za oblast potěšení. Septální jádra hrají roli v odměně a posílení ve spojení s jádrem accumbens. V 50. letech 20. století Olds & Milner dokázali, že krysy s elektrodami implantovanými v této oblasti se opakovaně samočinně stimulují, např. tisknou páčku, aby se k nim dostal elektrický proud stimulující neurony. Pokusy na septickém úseku lidí probíhaly od šedesátých let.

## Propojení s jinými strukturami
Dorsální septum se promítá do laterální preoptické oblasti, laterálního hypotalamu, periventrikulárního hypotalamu a midlinového thalamu.